# Ducati Multistrada 1200

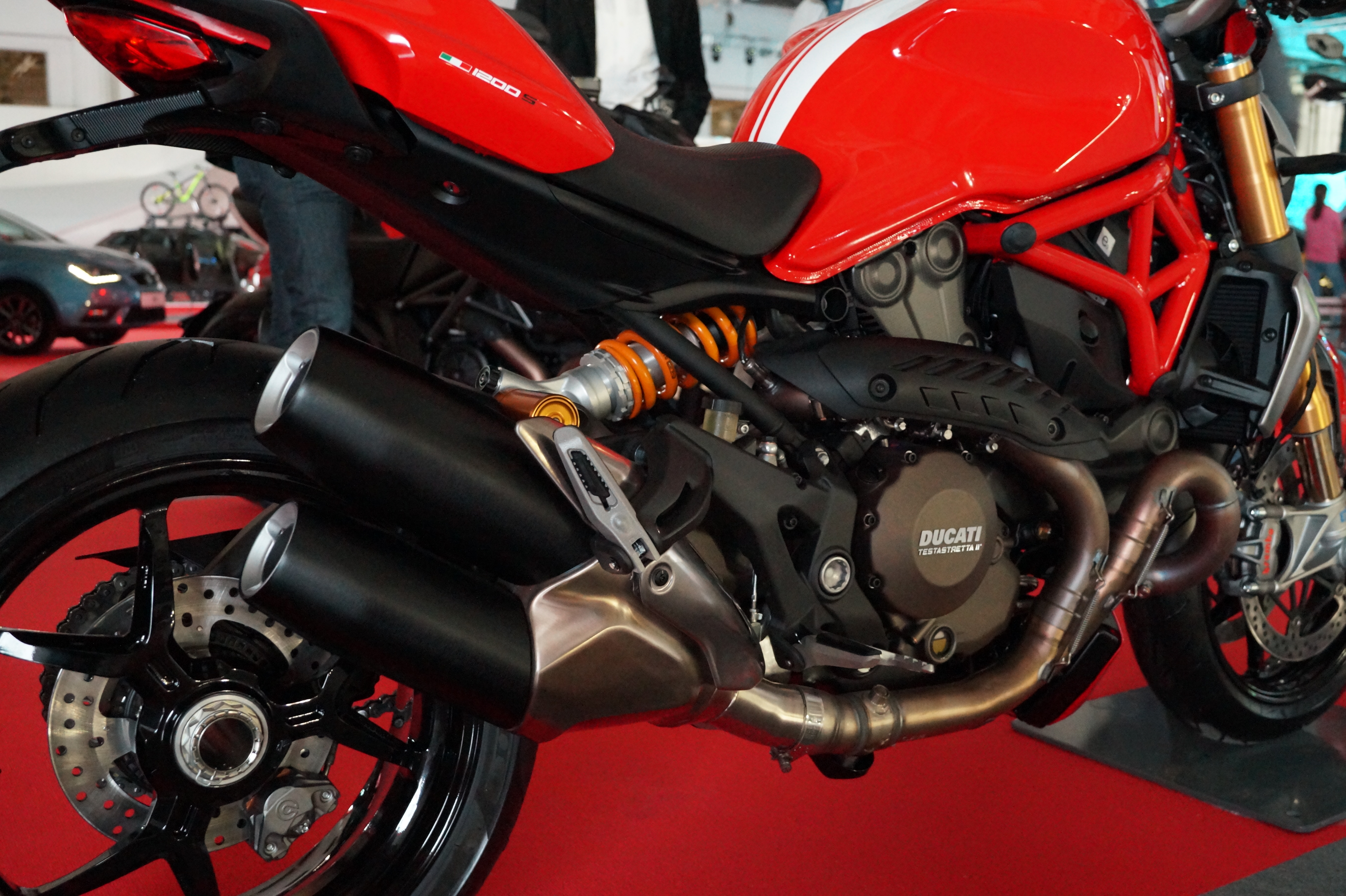
Silnik, układ napędowy i wydechowy Multistrady 1200S

Ducati Multistrada 1200 – turystyczne enduro firmy Ducati, wprowadzone na rynek w roku 2010. Wyposażony jest w dwucylindrowy chłodzony cieczą silnik Testastretta w układzie L, z rozrządem desmodromicznym. Motocykl posiada 4 tryby pracy zmieniające charakterystykę silnika, zawieszenia i kontroli trakcji. Oprócz tego są dostępne 4 warianty obciążenia: jeździec solo, jeździec z pasażerem, jeździec solo z bagażem oraz jeździec + pasażer + bagaż.

## Tryby pracy
Sport – utwardzone zawieszenie, najszybsza reakcja na gaz, największa moc i moment obrotowy.
Touring – miększe zawieszenie, mniej gwałtowna reakcja na gaz.
Urban – obniżony tył, miększe zawieszenie, moc ograniczona do 100 KM.
Enduro – miększe zawieszenie, moc ograniczona do 100 KM.

## Wersje
Multistrada 1200 Standard (Biposto) – podstawowa wersja motocykla. Kontrola trakcji (DTC) w standardzie. Jako wyposażenie opcjonalne dostępny ABS.
Multistrada 1200 Sport – zawieszenie Ohlins, karbonowa pokrywa silnika, tylny błotnik i wloty powietrza.
Multistrada 1200 Touring – boczne kufry (57 bądź 77 l), podgrzewane manetki, centralna podstawka, dwa gniazda zasilania 12v.
Wersja S – dostępna tylko w przypadku Sport i Touring – zawieszenia Ohlinsa z pełną regulacją, DES (Ducati Electronic Suspension), ABS w standardzie.
Multistrada 1200 S PIKES PEAK – zawieszenie Ohlins, karbonowe elementy, malowanie.

## Dane techniczne
| Marka i model              | Ducati Multistrada 1200                                                     |
| -------------------------- | --------------------------------------------------------------------------- |
| Lata produkcji             | od 2010 – nadal                                                             |
| Rozstaw osi (mm)           | 1530 mm                                                                     |
| Waga pojazdu / własna (kg) | bez płynów 189kg / 239 kg                                                   |
| Rozmiar kół motocykla (mm) | P: 120/70ZR17 Pirelli Scorpion Trail – T: 190/55ZR17 Pirelli Scorpion Trail |
| Napęd                      | za pośrednictwem łańcucha                                                   |
| Pojemność skok. (cm³)      | 1198 cm ³                                                                   |
| Typ silnika                | desmodromiczny 90° V-twin                                                   |
| Skrzynia biegów (M/A)      | 6-biegowa kłowa (S)                                                         |
| Stopień sprężania          | 11,5 : 1                                                                    |
| Moc kW (KM)                | 111.9kW (150KM) przy 9250 obr / min.                                        |
| Maks. moment obrotowy      | 118,7Nm przy 7500 obr / min.                                                |
| Prędkość maksymalna (km/h) | 233 km/h                                                                    |
| Ekonomika (l)              | Trasa – 5 l / Mieszana 6.2 l / Miasto 7.8 l                                 |
| Zbiornik paliwa (l)        | 20,0 l                                                                      |